# Dr.椎名の教育的指導!!
「Dr.椎名の教育的指導!!」（ドクターしいなのきょういくてきしどう!!）は、椎名高志の漫画作品。椎名高志のプロデビュー作である。
4コマ漫画であり、各回7 - 14題で構成されたオムニバス風の作品である。
『週刊少年サンデー』（小学館）において掲載された。
第1回は1989年の同誌第14号にて掲載。その後は不定期に掲載され続け、合計12回分掲載された。初の定期的連載作品となる『(有) 椎名百貨店』が始まるまで11回に渡って掲載され、ここで一旦シリーズは終了したが、後に1回分が新たに掲載されている。
小学館から刊行された単行本『(有) 椎名百貨店』に収録されている。

## 作品リスト
1. 悲しいほどお天気…の巻
  - 週刊少年サンデー 1989年第14号掲載
  - 4ページ／表題作を含め計7題
2. 栄光なき凡才たち…の巻
  - 週刊少年サンデー 1989年第27号掲載
  - 6ページ／表題作を含め計11題
3. 教育実習的指導! …の巻
  - 週刊少年サンデー 1989年第30号掲載
  - 4ページ／表題作を含め計7題
4. さよならは星の数…の巻
  - 週刊少年サンデー 1989年第37号掲載
  - 8ページ／表題作を含め計14題（1題のみ8コマ構成）
5. 赤ずきんちゃんご用心…の巻
  - 週刊少年サンデー 1989年第40号掲載
  - 6ページ／表題作を含め計11題
6. ひとめあなたに…の巻
  - 週刊少年サンデー 1989年第41号掲載
  - 6ページ／表題作を含め計11題
7. ショウほど素敵な商売はない…の巻
  - 週刊少年サンデー 1989年第48号掲載
  - 8ページ／表題作を含め計14題（1題のみ8コマ構成）
  - 全ページ2色カラー
8. さよならサンタクロース…の巻
  - 週刊少年サンデー 1990年第1号掲載
  - 6ページ／表題作を含め計11題
9. 男と女の名誉…の巻
  - 週刊少年サンデー 1990年第2+3合併号掲載
  - 6ページ／表題作を含め計11題
10. まごころを君に…の巻
  - 週刊少年サンデー 1990年第4+5合併号掲載
  - 6ページ／表題作を含め計11題
11. 贈る言葉…の巻
  - 週刊少年サンデー 1990年第6号掲載
  - 6ページ／表題作を含め計11題
12. この人を見よ…の巻
  - 週刊少年サンデー 1990年第34号掲載
  - 8ページ／表題作を含め計14題（1題のみ8コマ構成）
  - 全ページ2色カラー